# Dietrich Barfurth
Karl Dietrich Gerhard Barfurth (ur. 25 stycznia 1849 w Dinslaken, zm. 23 marca 1927 w Rostocku) – niemiecki lekarz, anatom i embriolog.

## Życiorys
Urodził się 25 stycznia 1849 w Dinslaken, jako syn Diedricha i Henriette. Uczęszczał do gimnazjum w Duisburgu. Studiował matematykę i nauki przyrodnicze na Uniwersytecie w Getyndze, a następnie medycynę na Uniwersytecie w Bonn. W 1882 roku otrzymał tytuł doktora nauk medycznych, w 1883 habilitował się z anatomii. Od 1888 pracował jako prosektor u Friedricha Sigmunda Merkla w Getyndze. Od 1889 do 1896 był profesorem anatomii, embriologii i histologii na Uniwersytecie w Dorpacie. Później wykładał anatomię na Uniwersytecie w Rostocku. W latach 1902/03 i 1917/18 pełnił godność rektora tej uczelni.
W 1921 roku przeszedł na emeryturę.
W 1879 ożenił się z Helene Lohmann, mieli czterech synów.
Barfurth zajmował się zagadnieniem regeneracji narządów w różnych etapach życia organizmów.

## Wybrane prace
- Regeneration und Transplantation (1917)
- Methoden zur Erforschung